# Hate Crew Deathroll
Hate Crew Deathroll è il quarto album in studio del gruppo musicale finlandese Children of Bodom, pubblicato il 6 gennaio 2003 dalla Spinefarm Records e dalla Century Media Records.
È l'ultimo album del gruppo registrato con il chitarrista ritmico Alexander Kuoppala. L'album ha avuto successo sia in Europa che negli Stati Uniti d'America, dopo l'uscita del videoclip della canzone Needled 24/7 su MTV2 nel programma televisivo Headbanger's Ball. Needled 24/7 è apparso anche nel documentario Metal: A Headbanger's Journey.

## Descrizione
Il disco mostra che il sound del gruppo è cambiato e che le canzoni hanno uno stile diverso, più power metal e classic metal rispetto agli album precedenti. Le tastiere sono più basse, poiché in questo CD lo strumento dominante è la chitarra. Le tracce Sixpounder e Angels Don't Kill sono suonate in DO (CGCFAD), un tono più basso rispetto allo standard delle canzoni del gruppo, solitamente suonate in RE.
La canzone You're Better Off Dead è l'unico singolo estratto dall'album. Il singolo contiene anche una cover della canzone dei Ramones Somebody Put Something in My Drink.

## Tracce
1. Needled 24/7 – 4:08 (Alexi Laiho)
2. Sixpounder – 3:24 (Alexi Laiho)
3. Chokehold (Cocked 'n' Loaded) – 4:12 (testo: Laiho/Kuoppala/Seppälä – musica: Alexi Laiho)
4. Bodom Beach Terror – 4:35 (Alexi Laiho)
5. Angels Don't Kill – 5:13 (Alexi Laiho)
6. Triple Corpse Hammerblow – 4:06 (Alexi Laiho)
7. You're Better Off Dead – 4:11 (Alexi Laiho)
8. Lil' Bloodred Ridin' Hood – 3:24 (testo: Alexi Laiho – musica: Laiho/Kuoppala)
9. Hate Crew Deathroll – 6:38 (Alexi Laiho) – include una traccia fantasma senza titolo

Traccia bonus nell'edizione limitata
1. Silent Scream – 3:16 – originariamente interpretata dagli Slayer

## Formazione
- Alexi Laiho - voce, chitarra
- Alexander Kuoppala - chitarra
- Jaska W. Raatikainen - batteria
- Hennka T. Blacksmith - basso
- Janne Wirman - tastiera